# Ред Бул
Red Bull (произн. Ред бул) е търговска марка на безалкохолни напитки, собственост на компанията Red Bull GmbH от Австрия, провинция Залцбург, община Фушл ам Зее. Представена е в повече от 140 страни по света.
Появата на Red Bull в края на 1980-те години създава нов пазарен сегмент – т.нар. енергийни напитки (газирани напитки с високо съдържание на кофеин). От пускането си на пазара през 1987 г. досега по света са продадени над 100 милиарда кутии (кенове) Red Bull, включително над 12 милиарда през 2023 г.
1 литър Red Bull съдържа:
- 108 g захар
- 2,4 g глюкуронолактон
- 4 g таурин
- 320 mg кофеин

За сравнение съдържанието на кофеин в същото количество кафе е между 280 и 750 mg, а в същото количество Coca-Cola – 150 mg.
Компанията спонсорира множество спортни прояви, предимно по екстремни и моторни спортове. Притежава 2 тима във Формула 1 – „Ред Бул Рейсинг“ (100%) и „Скудериа Торо Росо“ (50%). Става спонсор на австрийския футболен клуб „Ред Бул Залцбург“ през 2005 г.
Red Bull е търговска марка на безалкохолна напитка, която произхожда от Тайланд и днес е популярна в цял свят. Продавана като енергийна напитка, за да пребори умствената и физическата умора, нейните 250 ml съдържат около 80 mg кофеин, 27 g захар (глюкоза, захароза), 1000 mg таурин, 600 mg глюкуронолактон, комплекс B витамини. Кофеинът в 1 кутийка е малко по-малко отколкото в средна чаша кафе и 2 пъти повече отколкото в кутия Coca-Cola. Вариантът на напитката без захар се произвежда от 2003 г.

## История
Оригиналната напитка Red Bull е създадена в далечната 1962 г. от Чалео Юуувидхиа, тайландски бизнесмен, и е продавана под името Krating Daeng (тайландското име за Red Bull) от компанията TC Pharmaceutical. Рецептата е базирана на друга енергийна напитка, внесена в Тайланд от Япония, наречена Lipovitan. Продажбите на Krating Daeng в Азия се увеличават през 1970-те и 1980-те години, особено сред шофьорите на камиони, строителните работници и фермерите. Имиджът сред работническата класа нараства благодарение на спонсорирането на боксови мачове в Тайланд, на които логото с двата бика, настръхнали един срещу друг, е много добре изложено.
Срещата на азиатския продукт с европейския пазар се случва благодарение на неразположението от часовата разлика на австрийския предприемач Дитрих Матешиц, който по време на посещение в Тайланд открива, че напитката Krating Daeng му се отразява добре. Така австрийският маркетингов директор на Blendax, немска компания за производство на паста за зъби, която сега е част от Procter & Gamble, решава да се заеме със задачата да внесе „чудодейната“ напитка в Европа. В периода от 1984 до 1987 г. той работи с TC Pharmaceutical (под лиценз на Blendax), за да пригоди Krating Daeng за европейските потребители. В същото време Матешиц и Юуувидхиа създават Red Bull GmbH, като всеки от двамата инвестира по 500 хил. щ.д. от спестяванията си и взима 49% дял в компанията. Останалите 2% получава синът на Юуувидхиа – Чалерм, но се споразумяват Матешиц да управлява компанията.
Red Bull GmbH лансира „австрийската“ версия на Red Bull през 1987 г. Тя е газирана и не толкова сладка като оригиналната тайландска напитка. Именно австрийската формула превзема почти половината пазар за енергийни напитки в САЩ и повече от 80% на пазара на други страни.

### Марка
Със създаването си Red Bull не само предизвиква появата на нова категория (световният пазар за енергийни напитки все пак се удвоява всяка година), но се превръща в култова напитка с продажби за последната година за над 1.4 млрд. евро. Появата на марката Red Bull не е въпрос само на щастливо хрумване, а плод на 3-годишните усилия на Матешиц, който внимателно разработва образа на напитката, опаковката и ненатрапващата се маркетингова стратегия, улучваща право в целта. Приятел на Матешиц измисля лозунга „Red Bull дава крила“.
Преди да пусне продукта в продажба, той наема фирма за маркетингови проучвания, за да провери как ще бъде приет от потребителите. Резултатът е катастрофален: хората не вярват нито на вкуса, нито на логото, нито на името на марката.
Сега с усмивка той си спомня, че никога не е преживявал такъв провал. Въпреки това пренебрегва изследването и разкрива офис във Фушл, близо до Залцбург.
Следващата стъпка е одобрението на здравните министерства на европейските страни, защото някои от съставките в напитката не присъстват в нито една друга стока на пазара по онова време. Първото разрешително Матешиц получава в Австрия през 1978 г. Започва рекламната кампания, като обикаля магазини и барове, придружен от секретарката си и шестчленен търговски екип.
Следват разрешителни в Унгария и Великобритания. През 1994 г. напитката Red Bull е пусната на немския пазар. Там тя става толкова популярна, че не успява да задоволи търсенето и изчезва от рафтовете. Матешиц смята това за голям пропуск за пазарния дял на Red Bull в Германия, въпреки че сега той възлиза на 50% от целия пазар на енергийни напитки.
В България напитката е представена за пръв път през 1997 г.

## Нестандартна реклама
Рекламната стратегия на Матешиц е напълно нестандартна, тя винаги търси различна гледна точка. Това ще се превърне в запазена марка на Red Bull. „Ние не носим продукта при хората – заявява Матешиц. – Ние водим хората при продукта. Той е на разположение и тези, които харесват нашия стил, идват.“ С тази своя стратегия Red Bull доказва, че масовите реклами не са най-успешният начин да се достигнат и запазят клиентите. Вместо обичайните реклами Матешиц пуска в движение фирмени коли Red Bull или организира нетрадиционни партита. Единствените реклами на компанията са под формата на непредсказуеми телевизионни анимационни клипове.
Матешиц инвестира в маркетинг стратегиите си около 35% от оборота (Coca-Cola харчи 9%), или около 400 млн. евро, за презходната година, като спонсорира събития, които прилягат на образа на Red Bull – от състезания, в които участниците се спускат от 30-метрова рампа със саморъчно направени самолети във водни басейни, до кръгове от Formula 1. Това приляга и на личността на Матешиц, който не крие страстта си към екстремните спортове и състезания. Противно на конкуренцията, която плаща милиони за супер звезди като Бритни Спиърс, Матешиц разчита на по-евтини таланти: модерни младежи, студенти и цял легион от екстремни спортисти. Red Bull спонсорира около 500 спортисти по целия свят. Всяка година компанията подкрепя около дузина екстремни спортни събития, но участва и в културни мероприятия като конкурси по брейк. Тя има собствен конкурс, наречен „Изкуство от металната кутийка“, в който се изработват всякакви художествени творби от металната опаковка на Red Bull. Матешиц издига и една внушителна сграда от стъкло и стомана на летището в Залцбург, където може да се похапне и да се види флотилията на летящите бикове – 15 самолета, които участват в авиошоута по цял свят. Друго „разхищение“ на Матешиц е купуването на състезателен отбор от Formula 1, което му струва около 100 млн. щ.д. на година, а носи печалба от едва 70 млн. щ.д. Red Bull участва като спонсор в още много събития от света на автомобилните състезания във Великобритания, Италия и Германия и притежава още два състезателни отбора – Red Bull Racing (преди това Jaguar) и Scuderia Toro Rosso (италианското название за Red Bull Team; преди това Minardi).

## Резултати
Финансовите резултати на компанията са впечатляващи. В някои страни Red Bull има 80% дял от пазара на всички енергийни напитки. В Щатите, където Red Bull държи 47% пазарен дял, продажбите се увеличават с 40% на година. Годишните приходи на компанията са около 1,6 млрд. евро.

## Вреден или не
Някои европейски страни все още не са дали разрешение за продажба на Red Bull. Дания и Франция твърдят, че напитката нарушава законите им за хранителните продукти. Забранени са продажбите на напитката и в Норвегия и Уругвай. Поради наличието на таурин някои местни власти категоризират Red Bull като лекарство и препоръчват на потребителите да се съветват с лекар, преди да го пият. Именно поради наличието на тази съставка продуктът е забранен и във Франция. След многобройни срещи с френските власти Матешиц заявява, че „Франция може да мине и без Red Bull, но и Red Bull ще мине без Франция“. Междувременно планира пускане на продукта в Япония, където отдавна се употребяват тонизиращи напитки.

## Запазена марка
След появата на Red Bull редица компании се опитват да постигнат успех с подобни енергийни напитки. Сред тях са и гигантите Coca-Cola и PepsiCo и много други, но никой не успява да достигне шеметния възход на „червените бикове“. В тази връзка Матешиц заявява: „Ние създадохме пазара. Ако харесвате продукта, то вие ще искате истинския, оригиналния. Никой не иска Rolex, направен в Тайван или Хонконг.“ Щурите идеи на австриеца обаче никога не свършват. Той планира издаването на списание с истории и снимки от света на Red Bull, изпълнен с музика, екстремни спортове, нощен живот.
|  | Тази страница частично или изцяло представлява превод на страницата Red Bull в Уикипедия на английски. Оригиналният текст, както и този превод, са защитени от Лиценза „Криейтив Комънс – Признание – Споделяне на споделеното“, а за съдържание, създадено преди юни 2009 година – от Лиценза за свободна документация на ГНУ. Прегледайте историята на редакциите на оригиналната страница, както и на преводната страница, за да видите списъка на съавторите. ВАЖНО: Този шаблон се отнася единствено до авторските права върху съдържанието на статията. Добавянето му не отменя изискването да се посочват конкретни източници на твърденията, които да бъдат благонадеждни. |